# Netværksswitch
 "Switch" omdirigeres hertil. For andre betydninger af Switch, se Switch (flertydig).
En netværksswitch (ofte bare kaldet en switch) er et stykke netudstyr med to eller flere porte.
Switche kan fås til forskellige typer datanet: Ethernet, firewire/IEEE1394 og fiber channel.
En switch sender datapakker ud forstærket på en eller flere porte. Switche er normalt sat op til at beregne pakkens checksum (CRC), og hvis checksummen stemmer med portbufferens pakkechecksum, sendes pakken videre (store-and-forward). Switchen "lærer" at finde ud af hvilke porte, som skal modtage datapakkerne. De fleste switchporte kan normalt modtage og sende datapakker samtidigt (fuld dupleks).
Følgende gælder kun ethernetswitche:
En switchport, som er stillet til autonegotiation, vil ved tilkobling af netudstyr eller terminaludstyr i de fleste tilfælde kunne finde ud af hvilken datakommunikationshastighed, det tilkoblede udstyr kan kommunikere med: 10 Mbit/s, 100 Mbit/s eller 1 Gbit/s og enten fuld eller halv duplex.
De fleste switche i dag anvender store-and-forward. Store-and-forward betyder, at switchen gemmer hele pakken internt og at der laves en CRC-checksumsberegning. Stemmer checksummen sendes pakken til en eller flere udgående port køer.
Switche kan formidle ethernet datapakker på mellem 64 og 1518 bytes. Nogle switche og routere kan også formidle pakker med en ekstra VLAN-header/tag (4 bytes) pakker på mellem 68 og 1522 bytes. 
Nogle switche og routere kan klare Jumbo pakker på op til 9000 bytes.